# Thisted Amt
Thisted Amt var et amt før Kommunalreformen i 1970. Hovedbyen var Thisted.
Der indgik syv herreder i amtet:
- Hassing
- Hillerslev
- Hundborg
- Morsø Nørre
- Morsø Sønder
- Refs
- Vester Han

## Kommunalreformen i 1970
Forud for Kommunalreformen i 1970 ønskede politikerne i Thisted Amt overvejende at blive tilsluttet det nye Nordjyllands Amt eller at danne et "Vestjyllands Amt" sammen med Ringkøbing Amt. Der var ikke så megen stemning for at blive lagt sammen med Viborg Amt.
Centraladministrationen var dog ikke lydhør over for kravene, og det endte med at den største del af Thisted Amt blev en del af det nye Viborg Amt. Thisted Amt havde i forvejen en del samarbejde med det gamle Viborg Amt på bl.a. sygehusområdet.
De fire storkommuner i Viborg Amt blev:
- Hanstholm
- Morsø
- Sydthy
- Thisted

Det nordøstlige hjørne, syv sogne i Vester Han Herred, blev til Fjerritslev Kommune i Nordjyllands Amt. En mindre del af Vester Han Herred, de fem vestlige sogne, kom derimod med til Viborg Amt.
Fem sogne på Thyholm i syd blev til Thyholm Kommune i Ringkjøbing Amt.
Thyborøn hørte oprindelig med til Thisted Amt (Agger Sogn, Vestervig-Agger Kommune), men blev i 1954 overført til Ringkøbing Amt. Ved folketingsvalg hørte Thyborøn dog til Thisted Amtskreds indtil 1970.

## Amtmænd
- 1793 – 1803: Niels Ferslew
- 1803 – 1805: Guldbrand Arentz
- 1805 – 1842: Gerhard Andreas Faye
- 1842 og 1843: Fritz Brun (konstitueret)
- 1842 – 1866: Gottlob Emil Georg Frederik baron Rosenkrantz
- 1866 – 1868: Carl Ludvig Vilhelm Rømer von Nutzhorn
- 1868 – 1885: Iver Emil Hermann William Unsgaard
- 1885 – 1890: Conrad Alexander Fabritius de Tengnagel
- 1890 – 1900: Vilhelm Peter greve Schulin
- 1900 – 1909: Johan Frederik Simony
- 1909 – 1919: Carl Otto Bache
- 1919 – 1925: Henrik Julius Lehmann
- 1925 – 1926: Henrik de Jonquières (konstitueret)
- 1926 – 1935: Kresten Haugen-Johansen
- 1935 – 1938: Aage Axel Helper
- 1938 – 1962: Hans Egedorf
- 1962 - 1970: Florian Martensen-Larsen